# Comedy Central Records
Comedy Central Records is een Amerikaans onafhankelijk platenlabel afkomstig uit New York. Het label is handen van het mediaconglomeraat Viacom en richt zich met name op stand-upcomedy. De distributie wordt gedaan door Alternative Distribution Alliance, een dochteronderneming van Warner Music Group.
Het label heeft meer dan 200 albums uit laten geven van onder andere komieken als Aziz Ansari, Bo Burnham, Amy Schumer, Louis C.K., en Kevin Hart en heeft vier keer een Grammy Award voor Best Comedy Album gewonnen.

## Geschiedenis
Comedy Central Records werd opgericht in 2002 door televisieproducent Jack Vaughn Jr. samen met het televisiekanaal Comedy Central. De eerste uitgave van het label was het album Crank Yankers dat op 9 juli 2002 werd uitgegeven. Crank Yankers is een compilatiealbum met daarop opnames van zogenaamde "crank calls".
Comedy Central Records werd voor het eerst genomineerd voor een Grammy Award in 2006 voor Luther Burbank Performing Arts Center Bluesvan Lewis Black. Het label won een jaar later voor het eerst een Grammy Award, voor het album The Carnegie Hall Performance - ook van Lewis Black. Comedy Central Records ontving rond deze tijd ook nominaties voor een Grammy Award voor Steven Wright, Stephen Colbert en George Lopez, en won Grammy Awards voor A Colbert Christmas: The Greatest Gift of All! van Stephen Colbert en Stark Raving Black van Lewis Black.

## RIAA-certificaten
| Artiest        | Album                  | Certificaat    |
| -------------- | ---------------------- | -------------- |
| Dane Cook      | Harmful if Swallowed   | Gold           |
| Dane Cook      | Harmful if Swallowed   | Platinum       |
| Dane Cook      | Retaliation            | Gold           |
| Dane Cook      | Retaliation            | Platinum       |
| Dane Cook      | Retaliation            | Multi-platinum |
| Dane Cook      | Rough Around the Edges | Gold           |
| Nick Swardson  | Party                  | Gold           |
| Nick Swardson  | Party                  | Platinum       |
| Daniel Tosh    | True Stories I Made Up | Gold           |
| Daniel Tosh    | Happy Thoughts         | Gold           |
| Bo Burnham     | Bo Burnham             | Gold           |
| Demetri Martin | These Are Jokes        | Gold           |
| Jim Gaffigan   | Doing My Time          | Gold           |